# Orphen
Orphen (魔術士オーフェン Majutsushi Ōfen?, El mago Orphen), conocida en Hispanoamérica bajo el título de Las aventuras de Orphen, es una serie de novelas ligeras japonesas creada por Yoshinobu Akita y dibujada por Yuuya Kusaka. Posteriormente, fue adaptado a una serie animada de televisión. La novela fue publicado en la revista mensual Fujimi Fantasia Bunko de la editorial Fujimi Shobō. A raíz del éxito de la serie, se lanzó, en la consola PlayStation 2 un videojuego titulado Orphen: Scion of Sorcery, programado por la compañía Shade, pero este no se basa en la serie original. Años después de concluir la serie, se produjo una secuela titulada Orphen: Revenge (魔術士オーフェンRevenge Majutsushi Ōfen: Revenge?), conocido en Latinoamérica como La venganza de Orphen y dos mangas titulados Sorcerous Stabber Orphen (el cual fue suspendido en el tomo 6) y donde se intentó adaptar parte de la historia de las novelas, y Sorcerous Stabber Orphen MAX, que consta de dos tomos donde se cuenta una historia original y dándole algo más de protagonismo al personaje de Majic.

## Argumento
Orphen, un gran hechicero, busca desesperadamente la manera de que Azalea, su amiga de la infancia en el orfanato donde se criaron, vuelva a su forma original, puesto que se ha convertido en un temible dragón conocido como "Bloody August". Para ello deberá dominar el gran poder de la mística espada de "Valthanders". Junto a su nueva compañera y su aprendiz comienza la búsqueda del dragón y la forma de volver a Azalea lo que era. Sin embargo "La Corte de la Torre de los Colmillos", deseosa de acabar con "Bloody August" para salvar su reputación, tratará de recuperar la espada e impedir que Orphen logre su ansiado objetivo.
La continuación, Orphen Revenge (La venganza de Orphen), narra una historia totalmente distinta. En ella, una misteriosa chica, llamada Licorice, que dice pertenecer a la Orden de Caballería, busca a Orphen para acompañarlo a la sede. Durante el camino, los compañeros de viaje descubrirán más sobre el pasado de Licorice y se enfrentarán a misteriosos monstruos.

## Personajes
Orphen (オーフェン Ōfen?)
Seiyū: Showtaro Morikubo (Japón), Óscar Redondo (España), Pablo Ausensi (Hispanoamérica)
Es un joven hechicero de 20 años de la famosa Corte de la Torre de los Colmillos. Su aventura se centra en encontrar a Azalea, una amiga en el orfanato y compañera en la torre, la cual se convirtió en dragón después de hacer un conjuro con la espada de Valthanders. Tras este suceso, y debido a la reacción de los ancianos de la Torre, decide cambiarse el nombre de Crilancelo Finrandi (キリランシェロ・フィンランディ Crilancelo Finrandi?) por el de Orphen. A pesar de tener un comportamiento egoísta y aprovechado, Orphen se preocupa por sus compañeros y amigos cercanos. En algunos capítulos mantiene una cierta relación de amor-odio con Cleo, que a pesar de casi siempre discutir, muestra sentimientos de amor hacia ella, confía en ella e intenta consolarla cuando puede.
Cleo Everlasting (クリーオウ・エバーラスティン Kurīou Ebārasutin?)
Seiyū: Mayumi Iizuka (Japón) Rumi Ōkubo (2020), Carmen Ambrós (España), Laura Olazabal (Hispanoamérica)
Una chica de 17 años, hija de una familia acomodada, rubia y guapa, con mucho carácter, algo aprovechada y descarada. Cleo conoce a Orphen cuando este buscaba la espada de Valthanders, que estaba en su casa debido a que fue un regalo de su difunto padre. Al principio pensaba que Orphen era un pervertido, pero cuando se entera de que es un hechicero decide acompañarlo en sus aventuras.
Majic Lin (マジク・リン Majiku Rin?)
Seiyū: Omi Minami (Japón) Yūsuke Kobayashi (2020), Dani Albiac (España), Jorge Araneda (Hispanoamérica)
Aprendiz de Orphen, un chico bastante tímido y callado de 16 años y amigo de Cleo. Buen estudiante, aprende tanto como puede de su maestro y este deposita gran confianza en él. Tiene un gran potencial para la magia. Su padre contrata a Orphen como maestro de magia de su hijo creyendo en sus grandes habilidades en la magia.
Volcan Volcano (ボルカン Borukan?)
Seiyū: Kazue Ikura (Japón) Marie Mizuno (2020), Carlos Lladó (España), Viviana Navarro (Hispanoamérica)
Un enano de 18 años que pasa la mayor parte del día discutiendo con Orphen debido a una deuda pendiente que tiene con él. Se autodenomina el "Gran guerrero de Masmaturia". Siempre anda planeando algún plan para conseguir poder o dinero, normalmente de manera poco ética y generalmente incordiando de alguna forma u otra con Orphen y sus compañeros. Ninguno de sus planes funcionan bien y lo único que consigue es que el hechicero utilice su magia contra su hermano y contra él.
Dorhin Volcano (ドーチン Dōchin?)
Seiyū: Hekiru Shiina (Japón) Mai Fuchigami (2020), Gloria García (España), Sara Pantoja (Hispanoamérica)
El hermano pequeño de Volcán, con 17 años y mucho más inteligente y mesurado que su hermano mayor. A pesar de los problemas que le da, se preocupa mucho por su hermano y normalmente es el responsable de que Orphen no esté constantemente lanzándoles hechizos para quitárselos de en medio. A pesar de ser la voz de la razón, su hermano pocas veces le hace caso, y a pesar de decirle siempre a Orphen que él no tiene nada que ver con los planes de Volcán, acaban los dos por los aires.
Leki (レキ Leki?)
Seiyū: Konami Yoshida
Un cachorro de Dragón Profundo que encuentra y adopta Cleo, aunque se podría decir que es Leki fue quien la "adoptó" como dueña. Como todos los de su especie, Leki recuerda más a un lobo que a un dragón, y cuando utiliza sus poderes, sus ojos toman un brillo verdoso claro. Leki defiende a Cleo siempre que nota que ella le necesita o cuando esta se lo ordena. Cleo lo llega a tratar incluso mejor que a sus compañeros humanos.
Azalea Cait Sith (アザリー・ケットシー Azarī Kettoshī?)
Seiyū: Emi Shinohara, Yōko Hikasa (2020)
Amiga de la infancia de Orphen con 25 años de edad. Vivían en el mismo orfanato y fueron juntos a la Torre de los Colmillos, resultando ser junto a Orphen una virtuosa hechicera. Tenía un lado amable y un lado temible. Tras una declaración de amor rechazada por Childman, se obsesionó con sus estudios queriendo cada vez más poder y sabiduría en la hechicería. El resultado de esta forma de actuar dio como resultado el experimento fallido de probar, en su propio cuerpo, la espada de Valthanders, que la convirtió en Agosto Sangriento, un dragón gigante que aparece cada agosto para derramar sangre a su paso.
Childman Powderfield (チャイルドマン・パウダーフィールド Chairudoman Paudāfīrudo?)
Seiyū: Jouji Nakata (Japón) Daisuke Namikawa (2020), Tasio Alonso (España), Sandro Larenas (Hispanoamérica)
Maestro de Orphen, Hartia y Azalea en la Torre de los Colmillos. El antagonista principal de Orphen durante gran parte de la historia. Al igual que Orphen busca a "Agosto Sangriento", pero siempre sin dejar en claro el motivo hasta avanzada la historia.
Hartia (ハーティア Hātia?)
Seiyū: Ryōtarō Okiayu (Japón) Taito Ban (2020), Jordi Pineda (España)
Un hechicero de 20 años, mejor amigo de Orphen en la Torre de los Colmillos. Está del lado de Childman, aunque se preocupa por la seguridad de Orphen y siempre que puede intenta reconciliarlos. Se disfraza de El Tigre Negro, un hechicero protagonista de un manga que leía cuando era niño. Debido a que Majic y Cleo no han leído nunca dicho manga, asumieron que su nombre se refería al Penaeus monodon, una clase de crustáceo que es conocida como Tigre negro, y le llaman Hombre Langosta ("Hombre Cangrejo" en el doblaje para Hispanoamérica).
Leticia MacCredy (レティシャ·マクレディ Retisha Makuredi?)
Seiyū: Kotono Mitsuishi (Japón) Shizuka Itō (2020), Francisca Tapia (Hispanoamérica)
Una amiga de la infancia de Orphen, uno de sus compañeros de clase en la torre, a pesar de que es un poco mayor. Ella tenía una fuerte rivalidad con Azalie, a pesar del hecho de que son primos, y con frecuencia se representan como luchando en las novelas, aunque Leticia no es tan poderoso como Azalie y rara vez gana en sus concursos. Su fuerza más notable es el regalo de la manipulación vocal, que le valió el apodo de "El grito de la muerte", mientras que en sus estudios en la torre. Más tarde, ella se hace el Inquisidor de la Torre. En la actualidad es miembro de la Torre del Fang y parece hacer alusión a estar enamorada de Orphen. Orphen acorta su nombre a Tish en la mayoría de los casos.
Licorice Nielsen (リコリスンニールセ?)
Seiyū: Tomoko Kawakami
Es una chica de 14 años, cuando se presenta ante el grupo de Orphen, dice que pertenece a la Real Caballería, una prestigiosa sociedad que, según ella, desea incorporar a Orphen porque ha sido reconocido como un excelente hechicero. Siempre la acompaña una criatura rosada que levita a la cual llama Pam. Durante el transcurso de la historia se descubre su verdadero pasado.
McGregor Nielsen (マクレガー?)
Seiyū: Masaharu Satou
Poderoso hechicero que se dedica a buscar en secreto a otros hechiceros de gran poder para ayudar a Erukarena. Guarda una gran relación con Licorice y con la Torre de los Colmillos.
Esperanza Nielsen (エスベランサ?)
Seiyū: Megumi Hayashibara
Es una misteriosa mujer que vigila a Orphen y a Licorice desde un lugar donde no pueda ser observada. Muchas veces toca una melancólica melodía en su piano. Al igual que MacGregor, guarda relación con Licorice.
Erukarena (エルカレナErukarena?)
Seiyū: Konami Yoshida
Es una misteriosa niña, de apariencia dulce e inocente y de presencia agradable, que habita en unas ruinas misteriosas donde se decía habitaban Seres Celestiales. Fue despertada por McGregor, presentándose así misma como un ser Celestial. Debido a un trato que hizo con McGregor, este debe conseguirle cinco hechiceros con un gran poder.
Pamu
Es la mascota de Licorice, es una pequeña esfera rosa flotante. Acompaña a su dueña donde sea, es de mucha utilidad, ya que puede sacar cualquier tipo de objeto práctico de su cuerpo (pañuelos, dinero, etc).

## Contenido de la obra

### Anime
El anime está constituido por la primera temporada, Orphen, de 24 episodios, la cual se enfoca en la ardua búsqueda del dragón Agosto Sangriento por parte de Orphen. Y la segunda temporada, Orphen: Revenge, de 23 episodios, la cual se enfoca en una trama totalmente nueva, en la que un nuevo personaje intenta convencer a Orphen de que la ayude en su misión.
Se ha anunciado una nueva adaptación de anime de TV para conmemorar el 25 aniversario de la serie. La serie iba a estrenarse inicialmente en 2019, pero se reprogramó para enero de 2020. La nueva serie se estrenará el 7 de enero de 2020 en AT-X, BS Fuji, Tokyo MX y Wowow. La nueva serie será animada por Studio Deen y dirigida por Takayuki Hamana, con Reiko Yoshida manejando la composición de la serie, y Takahiko Yoshida diseñando los personajes. Showtaro Morikubo volverá a interpretar su papel de Orphen, mientras que el resto de los personajes tendrán nuevas voces.
Se anunció una segunda temporada de la nueva versión de 2020 con el título de Sorcerous Stabber Orphen: Battle of Kimluck.
Se anunció una tercera temporada el 26 de septiembre de 2022, titulada "Sorcerous Stabber Orphen: Chaos in Urbanrama". Kenji Konuta reemplaza a Reiko Yoshida como guionista. Se estrenará en enero de 2023.

### Videojuego
Tras el éxito de la serie original, al poco de salir al mercado la consola PlayStation 2, se lanzó para ésta consola el videojuego Orphen: Scion of Sorcery. En él aparecen los protagonistas habituales (Orphen, Majic, Cleo, Volkan y Dotchin), aunque debido a que el juego se lanzó antes en América que en Europa y que en este continente aún no se emitía la serie de animación, los nombres de varios personajes fueron cambiados por los americanos (Majic y Cleo pasaron a llamarse Magnus y Cleo, respectivamente). La historia del juego era totalmente inventada y no guardaba relación alguna ni con la novela original ni con la serie de televisión.